# 亨利·莱佩
亨利·莱佩（芬蘭語：Henry Leppä，1947年3月12日—2025年6月2日），芬兰男子冰球运动员，场上位置是前锋。他曾代表芬兰国家队参加1976年冬季奥林匹克运动会冰球比赛，获得第四名。